# Ceruchus minor
Ceruchus minor es una especie de coleóptero de la familia Lucanidae.

## Distribución geográfica
Habita en Shaanxi y Sichuan en (China).